# Leohöhle
Die Leohöhle ist eine Schachthöhle in Heidenheim an der Brenz auf der östlichen Schwäbischen Alb in Baden-Württemberg.

## Geographische Lage
Die Leohöhle liegt am Außeneck im südöstlichen Quadranten von Gräberfeld 22 auf dem Heidenheimer Waldfriedhof auf rund 620 m. ü. NHN.

## Geschichte und Topographie
Entdeckt wurde die Höhle am 2. September 2013 von einem Mitarbeiter des Friedhofs, der den Höhleneingang mit einem Schacht sicherte und verschloss. Im darauffolgenden Monat erfolgte die Erstbefahrung und Erkundung durch die Speläologen Andreas Kücha, Jürgen Bohnert und Denise Schönenberg. Diese drangen bis in 17 Meter Tiefe vor und konnten die zweischachtige, bewetterte Höhle auf einer Länge von 22 Meter vermessen.
Benannt ist die Höhle nach dem am Tage der Entdeckung geborenen Sohn des Friedhofmitarbeiters.